# Jamesonia brasiliensis
Jamesonia brasiliensis là một loài dương xỉ trong họ Pteridaceae. Loài này được Christ mô tả khoa học đầu tiên năm 1897.